# Löstsjön
Löstsjön är en sjö i Bräcke kommun i Jämtland och ingår i Ljungans huvudavrinningsområde. Sjön har en area på 0,16 kvadratkilometer och ligger 348 meter över havet. Sjön avvattnas av vattendraget Löstsjöbäcken.

## Delavrinningsområde
Löstsjön ingår i det delavrinningsområde (699025-146563) som SMHI kallar för Utloppet av Löstsjön. Medelhöjden är 373 meter över havet och ytan är 1,31 kvadratkilometer. Det finns inga avrinningsområden uppströms utan avrinningsområdet är högsta punkten. Löstsjöbäcken som avvattnar avrinningsområdet har biflödesordning 4, vilket innebär att vattnet flödar genom totalt 4 vattendrag innan det når havet efter 217 kilometer. Avrinningsområdet består mestadels av skog (77 procent). Avrinningsområdet har 0,16 kvadratkilometer vattenytor vilket ger det en sjöprocent på 12 procent.